# Przełęcz Mysia
Przełęcz Mysia – przełęcz w Beskidzie Średnim (Makowskim) w paśmie Koskowej Góry, położona na wysokości 470 m n.p.m. pomiędzy szczytami Mysiej Góry (576 m n.p.m.) a Laska (500 m n.p.m.). 

## Szlaki turystyczne
- Kalwaria Zebrzydowska – Żar – Stronie – Mysia Góra – Przełęcz Mysia – Budzów – Maków Podhalański